# Amselia
Amselia és un gènere d'arnes de la família Crambidae.

## Taxonomia
- Amselia heringi (Amsel, 1935)
- Amselia leucozonellus (Walsingham & Hampson, 1896)